# Julidochromis regani
Julidochromis regani là một loài cá hoàng đế trong phân họ Pseudocrenilabrinae đặc hữu của Hồ Tanganyika, do đó nó được tìm thấy ở Burundi, Cộng hòa Dân chủ Congo, Tanzania và Zambia. Nó được nhà ngư học Charles Tate Regan đặt tên.
Loài này có liên quan chặt chẽ với loài Julidochromis marlieri. Rất có thể là tổ tiên chung của con đực của hai loài này có tổ tiên với con cái của loài Telmatochromis trong quá trình tiến hóa của chúng.

## Mô tả
Julidochromis regani có thân hình nhỏ và thon dài màu vàng nhạt hoặc vàng. Kích thước khá nhỏ, chỉ 13 cm. Vị trí của các sọc đen khác nhau tùy thuộc vào việc cá sống ở phần hồ nào. Tuy nhiên, tất cả chúng đều có bốn sọc đen mảnh ở bên hai thân chạy theo chiều dài của cơ thể, mặc dù một số biến thể có sọc thứ tư trên đầu. Trên vây lưng có các sọc thẳng đứng, cạnh ngoài của vây đuôi, vây lưng và hậu môn có màu trắng và còn vây ngực có màu vàng.
Việc giao phối của chúng thì khó khăn do bộ phận sinh dục của con đực nhỏ và kích thước của con cái thì nói chung là nhỏ hơn con đực.

## Trong bể cá
Chúng là loài dễ đẻ trứng khi các nhu cầu cơ bản của chúng được đáp ứng. Giống như nhiều loài cá hoàng đế ở trong hồ Tangnyika, chúng thích nước kiềm, với độ pH 8,5 - 9,0, độ cứng nước 12-14 kH và thể tích nước trong hồ không nhỏ hơn 60 - 80 lít (15 - 21 gallon Mỹ).
Con non có thể ở với cá bố mẹ và nên được cho ăn các thức ăn giàu đạm như atermia. Đôi lúc, ta sẽ thấy cá bố mẹ dẫn con non đi theo khắp hồ.
Đáy hồ nên có nhiều đá và sắp xếp để có nhiều lối đi hay hốc đá.
Do là loài hung hăng khi bảo vệ lãnh thổ, ta nên nuôi thêm vài loài cá hoàng đế khác để giải quyết hành vi của chúng.